# Station Rosny-sous-Bois
Station Rosny sous-Bois is een spoorwegstation aan de spoorlijn Paris-Est - Mulhouse. Het ligt in de Franse gemeente Rosny-sous-Bois in het departement Seine-Saint-Denis (Île-de-France).

## Geschiedenis
Het station werd op 7 juli 1856 geopend door de Compagnie des chemins de fer de l'Est bij de opening van de sectie Noisy-le-Sec - Nogent-sur-Marne. Sinds 30 augustus 1999 wordt het station aangedaan door de RER E. In de aanloop daarvan zijn de perrons verhoogd van 55 cm naar 92 cm.

## Ligging
Het station ligt op kilometerpunt 12,631 van de spoorlijn Paris-Est - Mulhouse.

## Diensten
Het station wordt aangedaan door treinen van de RER E tussen Haussmann Saint-Lazare en Villiers-sur-Marne - Le Plessis-Trévise.

## Vorig en volgend station
| Richting               | Vorig station        | Lijn  | Volgend station | Richting                                |
| ---------------------- | -------------------- | ----- | --------------- | --------------------------------------- |
| Haussmann Saint-Lazare | Rosny - Bois-Perrier | RER E | Val de Fontenay | Villiers-sur-Marne - Le Plessis-Trévise |